# (15493) 1999 CS105
1999 سي أس 105 (ويعرف أيضًا باسم (15493) 1999 سي أس 105 وفق تسمية الكوكب الصغير) (بالإنجليزية: 1999 CS105)‏ هو كويكب ضمن حزام الكويكبات؛ وترتيبه 15493 من حيث الاكتشاف.
اكتُشف هذا الجُرم الفلكي بواسطة بحث لنكولن عن الكويكبات القريبة من الأرض في 12 فبراير 1999.

## وصلات خارجية
- (15493) 1999 CS105 في قاعدة بيانات مختبر الدفع النفاث لأجرام النظام الشمسي الصغيرة

- الاكتشاف · مخطط المدار ·  العناصر المدارية · المعلمات المادية

- (15493) 1999 CS105 على موقع ويكي سكاي: DSS2, SDSS, GALEX, IRAS, Hydrogen α, X-Ray, Astrophoto, Sky Map, Articles and images